# Собех Олег Михайлович
Олег Михайлович Собех (нар. 6 червня 1976) — український футболіст, що грав на позиції півзахисника. Відомий переважно за виступами у складі чернігівської «Десни», за яку зіграв у першій та другій лізі понад 160 матчів, грав також у складі луцької «Волині» та «Славутича-ЧАЕС» зі Славутича.

## Кар'єра футболіста
Олег Собех розпочав свою футбольну кар'єру виступами в команді перехідної ліги «Прометей» із Дніпродзержинська, за яку зіграв 1 матч в 1993 році. З 1994 року футболіст розпочав виступи в складі першолігової команди «Десна» з Чернігова. Щоправда, наступного сезону команда вибула до другої ліги, і повернулась до першої ліги лише після сезону 1996—1997 років, коли перемогла в групі «А» другої ліги. Проте після повернення до першої ліги Олег Собех втратив місце в основі клубу, й неодноразово змушений був задовольнятися виступами у друголіговому фарм-клубі чернігівців — «Славутича-ЧАЕС» із міста Славутич. На початку 1999 року футболіст став гравцем основи іншого першолігового клубу — луцької «Волині», зігравши за півроку 17 матчів у чемпіонаті України. На початку 2000 року Собех їздив на перегляд до одеського «Чорноморця», але контракт із вищоліговим клубом так і не підписав. Проте надалі футболіст втратив місце в основі луцького клубу, та наступного сезону зіграв лише 16 матчів у чемпіонаті України. У складі «Волині» Олег Собех грав ще півроку, за які він виходив на поле лише 6 разів, та повернувся до «Десни». яка на той час знову вибула до другої ліги. У команді Собех виступав до кінця 2002 року, після чого з 2003 до 2007 року футболіст грав за аматорський клуб «Ніжин» з однойменного міста.